# ISO 3166-2:BZ
ISO 3166-2:BZ è uno standard ISO che definisce i codici geografici del Belize ed è un sottogruppo del codice ISO 3166-2.
Tali codici sono stati assegnati ai sei distretti e sono formati dalla sigla BZ-, seguita da due lettere (tre per Corozal e Toledo).

## Lista dei codici
| Codice | Distretto   |
| ------ | ----------- |
| BZ-BZ  | Belize      |
| BZ-CY  | Cayo        |
| BZ-CZL | Corozal     |
| BZ-OW  | Orange Walk |
| BZ-SC  | Stann Creek |
| BZ-TOL | Toledo      |